# Dromaeosaurus
Dromaeosaurus ("Springande ödla") var en lätt byggd dinosaurie som levde i det som nu är Alberta, Kanada under senare delen av krita för ungefär 70 miljoner år sedan. Det första skelettet av en Dromaeosaurus (AMNH 5356) hittades av Barnum Brown i Dinosaur Provincial Park i Alberta, Kanada, 1914. Namnet kommer från grekiskans dromeus (δρομευς), löpare, och sauros (σαυρος), ödla.

## Fossil
I nuläget har man hittat ganska lite material från släktet Dromaeosaurus. Förutom holotypen (AMNH 5356) har man bara hittat ett mindre antal kringströdda ben och en del ensamma tänder hittade i Judith River-formationerna (västra Nordamerika).

## Beskrivning

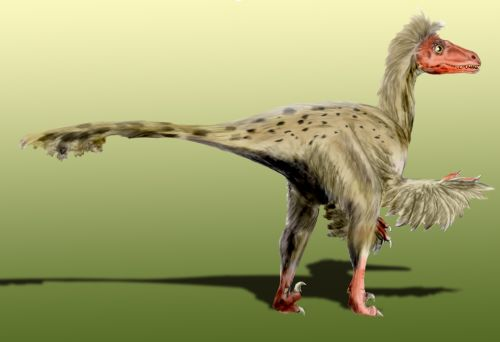
Illustration av Dromaeosaurus.

Dromaeosaurus var i ungefär samma storlek som en stor hund. Den hade kraftiga käkar för sin storlek, fyllda med vassa tänder. Ögonhålorna var ganska stora, vilket tyder på att Dromaeosaurus hade god syn. Skallens totala längd uppgick till ungefär 24 cm. lång. Halsen var böjd och flexibel. Frambenen var mycket välutvecklade, och händerna bar långa fingrar med vassa klor. Dromaeosaurus långa bakben gjorde den troligtvis till en snabb löpare, och den långa, tunna svansen fungerade förmodligen som ett roder för kroppen. Dromaeosaurus kroppslängd tros ha uppgått till cirka 3 meter.

## Paleobiologi
Man tror att Dromaeosaurus antagligen kunde lukta till sig sitt byte och, sannolikt också hade god hörsel. Dess stora ögon gjorde att den sannolikt hade god syn. Senare upptäckter har man hittat tänder av Dromaeosaurus tillsammans med ben från större dinosaurier. Detta har bidragit till spekulationer om att denna dinosaurie attackerade större djur, men tänderna kan också ha transporterats dit av vatten och vind. Slitytor på dromaeosaurus tänder visar på en inte alltför stor nedslitning. Det är möjligt att den var mer av en asätare än andra mindre theropoder, även om den verkar vara med anpassad för att attackera större byten än vad dess släkting Saurornitholestes var.